# أسلام أباد يك (دشتاب)
أسلام أباد یك (بالفارسية: اسلام‌آباد یک) هي مستوطنة تقع في إيران في قسم دشتاب الريفي. يقدر عدد سكانها بـ 1106 نسمة بحسب إحصاء 2016.